# Catherine Bearder
Catherine Zena Bearder (født 14. januar 1949) er siden 2009 britisk medlem af Europa-Parlamentet, valgt for Liberal Democrats (indgår i parlamentsgruppen ALDE).